# Verniz

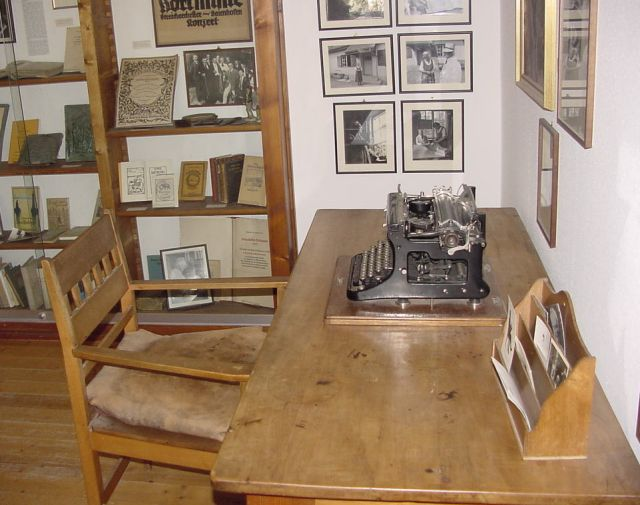
Mobília comum com acabamento em verniz

O verniz é uma mistura viscosa de substâncias naturais, combinadas com a finalidade de obter-se uma película protetora de umidade, intempéries ou até mesmo acabamento artístico. Sua matéria prima é obtida, geralmente de vegetais e a seiva deles, depois acrescentadas outras substâncias para seu brilho, dureza, secagem, maleabilidade para, posteriormente seu uso e comercialização. As resinas, então, são diluídas e misturadas a solventes como aguarrás, tíner, álcool, terebintina, entre outros. 
Alguns vernizes contêm pigmentos adicionados, para alterar a cor natural e obter o efeito satisfatório. Existem vernizes de resinas ou derivados do petróleo, nitrocelulose, poliuretano (PU), marítimo e poliéster, são nomes de tipos de vernizes bastante conhecidos no mercado e usados como esmalte para unhas, automotivos, moveleiros, para instrumentos musicais, dentre outros. Essa mistura viscosa pode ser aplicada com pincel, boneca (técnica), pulverizador ou compressor de ar e pistola.
Visando as especificações do fabricante do produto e o modo de aplicação, tende a adquirir-se a película de proteção obtida pela evaporação do diluente ou pela reação, por secagem química, com a ação do catalisador.